# Warren Moon
Harold Warren Moon (Los Ángeles, California, 18 de noviembre de 1956), más conocido como Warren Moon, es un exjugador profesional estadounidense de fútbol americano que se desempeñó en la posición de quarterback en la Canadian Football League (CFL) y en la National Football League (NFL). Es miembro del Salón de la Fama del Fútbol Americano Profesional.

## Carrera
Moon jugó como profesional seis temporadas en Edmonton Elks (1978-1983), después pasó a Houston Oilers (1984-1993), luego a Minnesota Vikings (1994-1996), posteriormente a Seattle Seahawks (1997-1998), y finalmente, a Kansas City Chiefs, donde jugó dos temporadas (1999-2000), y fue el equipo en el que se retiró.

## Reconocimiento
El 5 de agosto de 2006, ingresó como miembro al Salón de la Fama del Fútbol Americano Profesional.